# 溫德爾
溫德爾·納西門托·波赫士（葡萄牙語：Wendell Nascimento Borges，1993年7月20日—），簡稱為溫德爾（葡萄牙語：Wendell）是一名巴西職業足球員，現效力於巴甲球會聖保羅。司職左閘。巴西國家足球隊成員。

## 球員生涯
2014年2月17日，溫德爾轉會至德國甲組足球聯賽球會利華古遜，簽下5年合約。
8月15日，他首次為新東家披甲。在德國足協盃首圈的賽事對陣阿勒曼尼亞－瓦爾達爾格斯海姆體育會時，温德爾第71分鐘入替，球隊最終大勝6比0晉級次圈。在聯賽首戰方面，温德爾在9月21日對陣時正選上陣，並打滿全場比賽，但球隊以1比4落敗。2015年3月13日，他在對陣史特加時，射入轉會後首個入球，協助球隊大勝4比0。

## 國家隊生涯
2016年10月，在2018年世界盃足球賽外圍賽對陣玻利維亞國家足球隊和委內瑞拉國家足球隊時，溫德爾受到巴西國家足球隊的徵召，這是他職業生涯首次入選國家隊。但他在兩場的比賽中皆沒有被派遣上陣。

## 榮譽

### 球會
- 隆德里納聯賽：2013年

### 國家隊
巴西 U-20
- 土倫杯國際足球邀請賽：2014年

### 個人
- 巴拉那州聯賽最佳後衛：2013年[8]

## 外部連結
- 溫德爾 （页面存档备份，存于）於Sambafoot上的資料